# FORMOSAT-3
FORMOSAT-3 ou COSMIC (Constellation Observing System for Meteorology, Ionospheric, and Climate)  est un programme spatial expérimental de météorologie utilisant 6 micro-satellites identiques placés en orbite basse mesurant les occultations radio des signaux GPS par l'atmosphère et l'ionosphère terrestre pour déterminer le profil vertical de celle-ci. Il s'agit d'un programme conjoint entre Taïwan, qui finance 80 % du projet, et diverses institutions des États-Unis. La constellation de satellites placée en orbite le 15 avril 2006 par une fusée Pegasus est toujours opérationnelle début 2013.

## Principe de fonctionnement

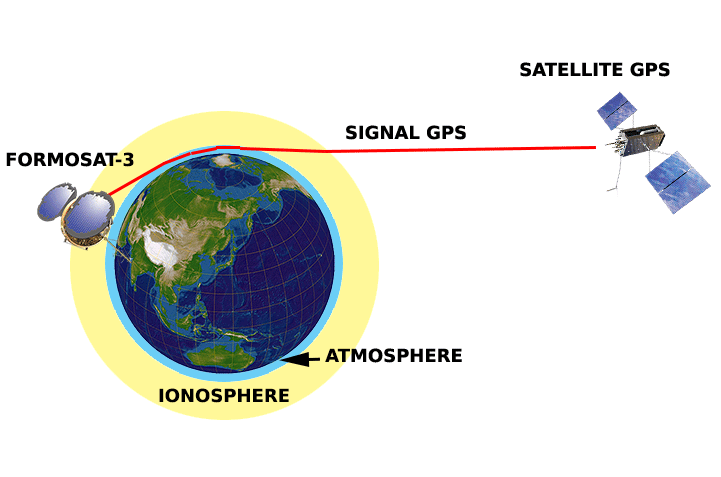
Principe de fonctionnement de FORMOSAT-3/COSMIC

Chacun des 24 satellites GPS opérationnels circulant sur une orbite moyenne (20 000  km d'altitude) émet un signal radio en bande L sur deux fréquences : 1,575 42 GHz (~19 cm) et 1,227 6 GHz (~24,4 cm). Le principe de l'occultation radio des émissions radio des satellites GPS consiste à placer un récepteur GPS sur un satellite en orbite basse (quelques centaines de km d'altitude). Celui-ci reçoit le signal GPS lorsque le satellite qui l'a émis passe derrière la Terre ou en émerge. Dans ces conditions l'émission radio traverse l'atmosphère terrestre et la réfraction ce milieu modifie la phase et l'amplitude du signal radio. L'importance de la réfraction  dépend des caractéristiques du milieu traversé. Cet angle peut être calculé si on connait avec exactitude la position du satellite GPS et celle du satellite récepteur au moment de la réception du signal. L'angle de courbure et donc la réfraction permettent de déterminer la température, de la pression, de la pression partielle de la vapeur d'eau (pour l'atmosphère) et de la densité en électrons (pour l'ionosphère). L'équation suivante fournit les caractéristiques de l'atmosphère traversée une fois éliminée l'incidence de l'ionosphère : N (indice de réfraction) = 77,6*(P/T) +3,73 * 105 * Pe/T2 avec P pression, T température et Pe Pression partielle de la vapeur d'eau.

## Objectifs
L'objectif de la mission de FORMSAT-3/COSMIC est de démontrer l'apport des mesures des  occultations radio en quasi temps réel pour les systèmes de prévisions météorologiques opérationnels. Les expériences  GPS/Meteorology (GPS/MET) réalisées en 1995-1997 ont démontré que l'occultation radio des émissions GPS offraient de grands avantages par rapport aux mesures de l'atmosphère réalisées en mode passif par les satellites dans la bande  des micro-ondes. Le succès de  GPS/MET  a inspiré une série d'instruments embarquées sur les satellites Ørsted (1999), SUNSAT (en) (1999), SAC-C  (2001), CHAMP (2001), GRACE (2002), MetOp-A (2006) et Oceansat-2 (2009).

## Historique
FORMOSAT-3 est le résultat d'une collaboration entre l'agence spatiale taïwanaise NSPO (National Space Organization), principal contributeur financier (80 % du cout), et les organisations américaines suivantes : l'University Corporation for Atmospheric Research (UCAR), la société Orbital Sciences Corporation, le centre JPL de la NASA et le Naval Research Laboratory. Il s'agit du troisième projet du programme FORMOSAT mis en œuvre par l'agence spatiale taïwanaise.
La constellation de satellites a été placée en orbite le 15 avril 2006 par une fusée Pegasus sur une orbite quasi circulaire de 516 km. Les satellites ont progressivement rejoint leur altitude cible à 800 km en se positionnant sur des plans orbitaux séparés de 30°. La durée de vie opérationnelle prévue de chaque satellite est de 5 ans et celle de la constellation complète de deux ans. Cinq des six satellites continuent à fournir des informations exploitables début 2013. Le sixième satellite a été victime notamment de problèmes d'énergie.

## Caractéristiques techniques

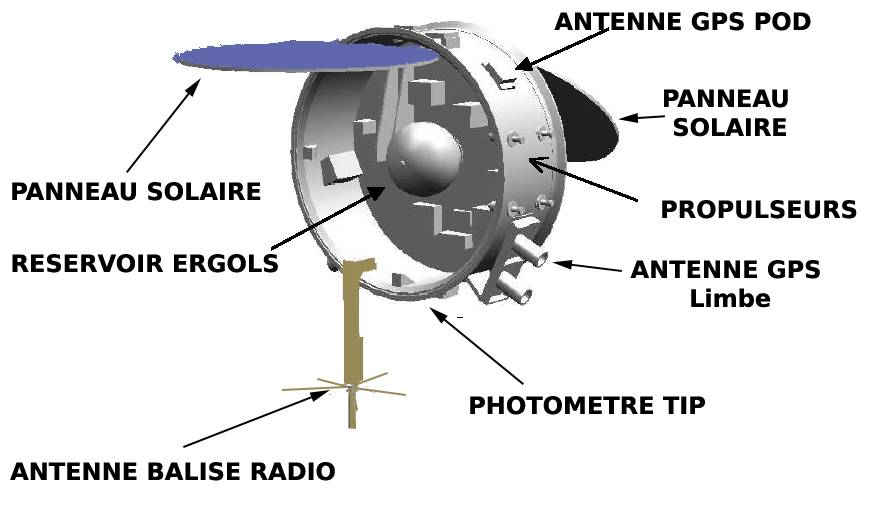
Schéma FORMASAT-3/COSMIC

Les six satellites identiques ont la forme d'un disque de 116 cm de diamètre et 16 cm d'épaisseur pour une masse unitaire de 61 kg charge utile et ergols compris. Les panneaux solaires génèrent en moyenne 81 watts. Les télécommunications se font en bande S avec un débit descendant de 2 mégabits et ascendant de 32 kilobits.
La charge utile est composée principalement d'un récepteur GPS développé par le centre JPL de la NASA qui mesure le délai dans la phase des ondes radio émises par les satellites GPS lorsque celles-ci traversent l'atmosphère terrestre. La courbure de la trajectoire des ondes radio permet  d'en déduire les profils atmosphériques de l'ionosphère, la stratosphère et la troposphère. Les satellites emportent deux autres instruments développés par le Naval Research Laboratory :
- un photomètre   TIP (Tiny Ionospheric Photometer) destiné à mesurer les émissions résultant de la recombinaison des ions d'oxygène avec les électrons dans l'ionosphère ce qui permet d'en déduire la densité des électrons
- Une balise radio émettant dans trois longueurs d'onde dont les émissions sont reçues par des récepteurs à Terre, ce qui permet d'effectuer des mesures des caractéristiques de  l'ionosphère[4].

Les satellites sont contrôlés depuis un centre situé à Taïwan. Plusieurs stations sont chargées de déterminer la position des satellites et de recevoir les données. Deux centres situés l'un à Boulder dans le Colorado et l'autre à Taïwan traitent les données et les distribuent. Les données sont transmises dans un délai maximum de 180 minutes après leur acquisition aux principaux centres de prévisions météorologiques mondiaux  NCEP (États-Unis), CEPMMT (Europe), UKMO (Royaume-Uni), JMA (Japon), AFWA (Armée de l'Air américaine), Canada Met, Météo-France et CWB (Taïwan).

## Résultats
En quatre ans la mission a permis d'obtenir de 1400 à 1800 profils atmosphériques par jour. Ceux-ci ont été incorporés dans les modèles météorologiques opérationnels utilisés pour les prévisions météorologiques avec un impact positif sur celles-ci. Compte tenu de la qualité des résultats obtenus mais également de l'obsolescence prochaine de la constellation actuelle une mission destinée à prendre la suite de ce projet est programmée. Celle-ci, baptisée FORMOSAT-7/COSMIC-2 doit comporter 12 satellites  capables de fournir 12000 profils par jour avec un temps de latence entre l'acquisition des données et leur transfert au sol abaissé de 3 heures à 45 minutes. Selon les plans officiels en 2013, 6 satellites doivent être lancés sur une orbite à faible inclinaison fin 2015 et six autres sur une orbite à forte inclinaison début 2018 à l'initiative de la NOAA,.